# NGC 4691
NGC 4691 (другие обозначения — MCG 0-33-13, UGCA 299, ZWG 15.23, IRAS12456-0303, PGC 43238) — галактика в созвездии Дева.
Этот объект входит в число перечисленных в оригинальной редакции «Нового общего каталога».
В галактике вспыхнула сверхновая SN 1997X типа Ic, её пиковая видимая звездная величина составила 13,5.